# Baylor University Women's Volleyball 2019
Questa voce raccoglie le informazioni riguardanti la Baylor University Women's Volleyball nella stagione 2019.

## Stagione
La Baylor University partecipa alla Big 12 Conference, conquistando il primo titolo di conference della propria storia, condiviso con la Texas.
Le Bears si qualificano al torneo di NCAA Division I come testa di serie numero 1, ottenendo quindi il diritto di ospitare l'intera fase regionale al Ferrell Center. Nei primi due turni la Baylor si sbarazza rispettivamente della Sacred Heart e della Southern California, senza lasciare neanche un set per strada. Nella semifinale regionale le Bears superano la Purdue, testa di serie numero 14, per 3-1; nella finale regionale sconfiggono col medesimo risultato la Washington, testa di serie numero 8, centrando la prima Final-4 della propria storia.
Al PPG Paints Arena di Pittsburgh, le Bears sfidano la Wisconsin nella semifinale nazionale, uscendo sconfitte in quattro parziali e terminando così la loro corsa al titolo.

## Organigramma societario
Area direttiva
- Presidente: Mack Rhoades

Area organizzativa
- Direttore delle operazioni: Kellianne Layton

Area tecnica
- Allenatore: Ryan McGuyre
- Assistente allenatore: Jason Williams, Samantha Erger
- Assistente allenatore volontario: Shelby Livingstone

## Rosa
| N° | Nome                 | Ruolo | Data di nascita | Nazionalità sportiva | Anno      |
| -- | -------------------- | ----- | --------------- | -------------------- | --------- |
| 1  | Tara Wulf            | L     | -               | Stati Uniti          | Senior    |
| 3  | Emily Van Slate      | L     | -               | Stati Uniti          | Freshman  |
| 4  | Kynnedi Johnson      | S     | -               | Stati Uniti          | Junior    |
| 5  | Shelly Fanning       | C     | 8 gennaio 1997  | Stati Uniti          | Senior    |
| 6  | Callie Williams      | P     | -               | Stati Uniti          | Junior    |
| 7  | Hannah Fluegel       | P     | -               | Stati Uniti          | Senior    |
| 8  | Gabrielle Brown      | L     | -               | Canada               | Freshman  |
| 9  | Jena Kelly           | L     | -               | Stati Uniti          | Freshman  |
| 10 | Marieke van der Mark | O     | -               | Paesi Bassi          | Sophomore |
| 11 | Campbell Bowden      | S     | -               | Stati Uniti          | Freshman  |
| 12 | Nicole Thomas        | C     | -               | Stati Uniti          | Senior    |
| 14 | Hannah Lockin        | P     | -               | Stati Uniti          | Junior    |
| 16 | Alexandra Koele      | O     | -               | Stati Uniti          | Sophomore |
| 17 | Kara McGhee          | C     | 21 giugno 2001  | Stati Uniti          | Freshman  |
| 18 | Braya Hunt           | P     | -               | Stati Uniti          | Senior    |
| 19 | Bri Coleman          | S     | -               | Stati Uniti          | Sophomore |
| 22 | Yossiana Pressley    | S     | 15 aprile 1999  | Stati Uniti          | Junior    |
| 32 | Shanel Bramschreiber | L     | -               | Stati Uniti          | Sophomore |
| 35 | Sara Jones           | S     | -               | Stati Uniti          | Freshman  |
| 77 | Giovanna Milana      | S     | 13 giugno 1998  | Stati Uniti          | Senior    |

## Mercato
| Acquisti | Acquisti        | Acquisti             | Acquisti   |
| R.       | Nome            | da                   | Modalità   |
| -------- | --------------- | -------------------- | ---------- |
| L        | Emily Van Slate | Cypress Ridge HS     | definitivo |
| S        | Kynnedi Johnson | Glenda Dawson HS     | definitivo |
| L        | Gabrielle Brown | Semiahmoo SS         | definitivo |
| L        | Jena Kelly      | Mission College Prep | definitivo |
| S        | Campbell Bowden | Coronado HS          | definitivo |
| O        | Alexandra Koele | Mississippi State    | definitivo |
| C        | Kara McGhee     | Tom C. Clark HS      | definitivo |
| S        | Sara Jones      | Santa Fe Christian   | definitivo |

| Cessioni | Cessioni         | Cessioni              | Cessioni   |
| R.       | Nome             | a                     | Modalità   |
| -------- | ---------------- | --------------------- | ---------- |
| C        | Sydney Sacra     | -                     | ritirata   |
| S        | Aniah Philo      | -                     | ritirata   |
| L        | Taylor Marburger | -                     | ritirata   |
| C        | Jaelyn Jackson   | Virginia Commonwealth | definitivo |
| O        | Ashley Fritcher  | -                     | ritirata   |

## Statistiche

### Statistiche di squadra
| Competizione                      | Punti | In casa | In casa | In casa | In trasferta | In trasferta | In trasferta | Campo neutro | Campo neutro | Campo neutro | Totale | Totale | Totale |
| Competizione                      | Punti | G       | V       | P       | G            | V            | P            | G            | V            | P            | G      | V      | P      |
| --------------------------------- | ----- | ------- | ------- | ------- | ------------ | ------------ | ------------ | ------------ | ------------ | ------------ | ------ | ------ | ------ |
| Big 12 Conference NCAA Division I | .940  | 17      | 17      | 0       | 10           | 10           | 0            | 4            | 3            | 1            | 31     | 29     | 2      |
| Totale                            | .940  | 17      | 17      | 0       | 10           | 10           | 0            | 4            | 3            | 1            | 31     | 29     | 2      |

G = partite giocate; V = partite vinte; P = partite perse

### Statistiche dei giocatori
| Giocatrice       | Big 12 Conference NCAA Division I | Big 12 Conference NCAA Division I | Big 12 Conference NCAA Division I | Big 12 Conference NCAA Division I | Big 12 Conference NCAA Division I | Totale | Totale | Totale | Totale | Totale |
| Giocatrice       | P                                 | PT                                | AV                                | MV                                | BV                                | P      | PT     | AV     | MV     | BV     |
| ---------------- | --------------------------------- | --------------------------------- | --------------------------------- | --------------------------------- | --------------------------------- | ------ | ------ | ------ | ------ | ------ |
| S. Bramschreiber | 31                                | 21                                | 1                                 | 0                                 | 10                                | 31     | 21     | 1      | 0      | 10     |
| B. Coleman       | 20                                | 4                                 | 1                                 | 0                                 | 3                                 | 20     | 4      | 1      | 0      | 3      |
| S. Fanning       | 31                                | 343                               | 267                               | 53                                | 23                                | 31     | 343    | 267    | 53     | 23     |
| H. Fluegel       | 2                                 | 0                                 | 0                                 | 0                                 | 0                                 | 2      | 0      | 0      | 0      | 0      |
| B. Hunt          | 31                                | 8                                 | 1                                 | 1                                 | 6                                 | 31     | 8      | 1      | 1      | 6      |
| K. Johnson       | 7                                 | 14,5                              | 13                                | 1,5                               | 0                                 | 7      | 14,5   | 13     | 1,5    | 0      |
| H. Lockin        | 31                                | 155                               | 90                                | 41                                | 24                                | 31     | 155    | 90     | 41     | 24     |
| K. McGhee        | 31                                | 233,5                             | 158                               | 75,5                              | 0                                 | 31     | 233,5  | 158    | 75,5   | 0      |
| G. Milana        | 31                                | 260                               | 241                               | 19                                | 0                                 | 31     | 260    | 241    | 19     | 0      |
| Y. Pressley      | 30                                | 587,5                             | 546                               | 25,5                              | 16                                | 30     | 587,5  | 546    | 25,5   | 16     |
| N. Thomas        | 6                                 | 5,5                               | 5                                 | 0,5                               | 0                                 | 6      | 5,5    | 5      | 0,5    | 0      |
| M. van der Mark  | 31                                | 243                               | 193                               | 47                                | 3                                 | 31     | 243    | 193    | 47     | 3      |
| E. Van Slate     | 0                                 | 0                                 | 0                                 | 0                                 | 0                                 | 0      | 0      | 0      | 0      | 0      |
| T. Wulf          | 31                                | 20                                | 0                                 | 0                                 | 20                                | 31     | 20     | 0      | 0      | 20     |

P = presenze; PT = punti totali; AV = attacchi vincenti; MV = muri vincenti; BV = battute vincenti

NB: I muri singoli valgono una unità di punto, mentre i muri doppi e tripli valgono mezza unità di punto; anche i giocatori nel ruolo di libero sono impegnati al servizio